# Hrabstwo Stanton (Kansas)

Piramida wieku hrabstwa

Hrabstwo Stanton – hrabstwo położone w Stanach Zjednoczonych, w stanie Kansas, z siedzibą w mieście Johnson City. Założone w 1887 roku. Hrabstwo należy do nielicznych hrabstw w Stanach Zjednoczonych należących do tzw. dry county, czyli hrabstw gdzie decyzją lokalnych władz obowiązuje całkowita prohibicja.

## Miasta
- Johnson City
- Manter

## Sąsiednie Hrabstwa
- Hrabstwo Hamilton
- Hrabstwo Kearny
- Hrabstwo Grant
- Hrabstwo Stevens
- Hrabstwo Morton
- Hrabstwo Baca, Kolorado
- Hrabstwo Prowers, Kolorado